# 范光遠
范光遠（1924年—2018年10月13日），日籍台灣人，出生於台灣日治時期的新竹州新竹郡關西，曾擔任日本官僚、日本亞細亞航空常務理事、法官、律師，台灣媒體稱其是日本首位通過司法官特考的外國人，後歸化日本籍。
范光遠在十兄弟中排行第四，父親為在關西被譽為「十子登科」傳奇的范朝燈，兄弟包括台灣第一位獲得醫學博士的范光宇 、曾任客委會主委和台灣省主席的范光群。
16歲時隨哥哥一同前往日本求學，先後就讀東京第一高等學校、東京帝國大學法學院，畢業後參與日本高等文官考試，獲得行政科、司法科兩科之及格，因而進入日本運輸省服務，後一路升遷至課長、本部長之職務；1957年通過日本的司法考試，後開始擔任東京簡易裁判所法官。七十歲離開公職後，在日本繼續擔任律師。育有4男1女，2000年代妻子過世後，回到故鄉台灣新竹縣關西鎮定居，2018年10月13日過世。